# Григорій Пивоваров
Григо́рій Пивова́ров (невідомо  — 1781 , Київ ) — війт Києва в 1766–1781 роках.

## Біографія
Про походження замало відомостей, ймовірно належав до дрібного російського дворянства. Про початкову кар'єру замало відомостей. Отримав чин надвірного радника. На початку 1760-х років був комісаром прикордонної комісії з Річчю Посполитою (на межі з Брацлавським воєводством). У липні 1764 року призначається прокурором Київської губернської канцелярії.
У 1766 року після відсторонення київського війта Івана Сичевського від посади імператриця Катерина II дозволила обирати чотирьох кандидатів (Григорія Козицького, секретаря графа Григорія Орлова, шафара Дмитровича, камердинера Андрієвського, прокурора Пивоварова), але запропонувала київського генерал-губернаторові Івану Глєбову підтримати кандидатуру Григорія Пивоварова, оскільки той був росіянином. Але міщани на виборах 21 березня його не обрали. Проте генерал-губернаторові повідомили, що перед виборами були скликані до ратуші старші з міщан, і їм заборонили подавати голоси за Пивоварова і взагалі за будь-кого з росіян — під загрозою, що урядовець буде позбавлений чина, а міщанин — вигнаний з міста. У липні прибув новопризначений генерал-губернатор Ф. Воєйков, який за наказом імператриці зібрав магістрат та міщан, розірвав протокол попередніх виборів і наказав влаштувати нові, що відбулися 3 вересня того ж року. На них одноголосно було обрано Пивоварова. 12 вересня 1766 року затверджено Сенатом на посаді.
Першою дією нового війта стали клопоти зі збільшенню його зарплати, яка на тлі його прокурорського платні в 450 карбованців виглядала невеличкою. Магістрат змушений був пояснювати Сенату, що крім грошової допомоги в 100 рублів війт має великі привілеї від хуторів, млинів, сіножатей та винокурень. Після цього Пивоваров спрямував усі зусилля на власне збагачення, не беручи до уваги інтереси міста та магістрату. Водночас продовжив боротьбу з магістратським писарем Яковом Давидовським, який мав ще конфлікт з попереднім війтом. Зрештою Давидовського вдалося звільнити.
1767 року дозволив цирульникам вийти з цеху кравців та заснувати власний. 30 липня 1769 року Григорій Пивоваров разом із членами магістрату підписав документ про утворення в місті самостійного цеху цирульників.
На початку 1770-х років отримав чин колезького радника. У 1775 році війт та магістрат опинилися підпорядкованими малоросійському генерал-губернатору Петру Рум'янцеву-Задунайському. 1777 році разом з бурмитрами і рацями виділив кошти на спорудження перед ратушею богині правосуддя Феміди.
Помер у 1781 році. На той час у міській скарбниці залишилося 2 карбованці. Після цього посаду війта скасовано. Стали призначатися міські голови, першим з яких став Яків Давидовський.